# Legon

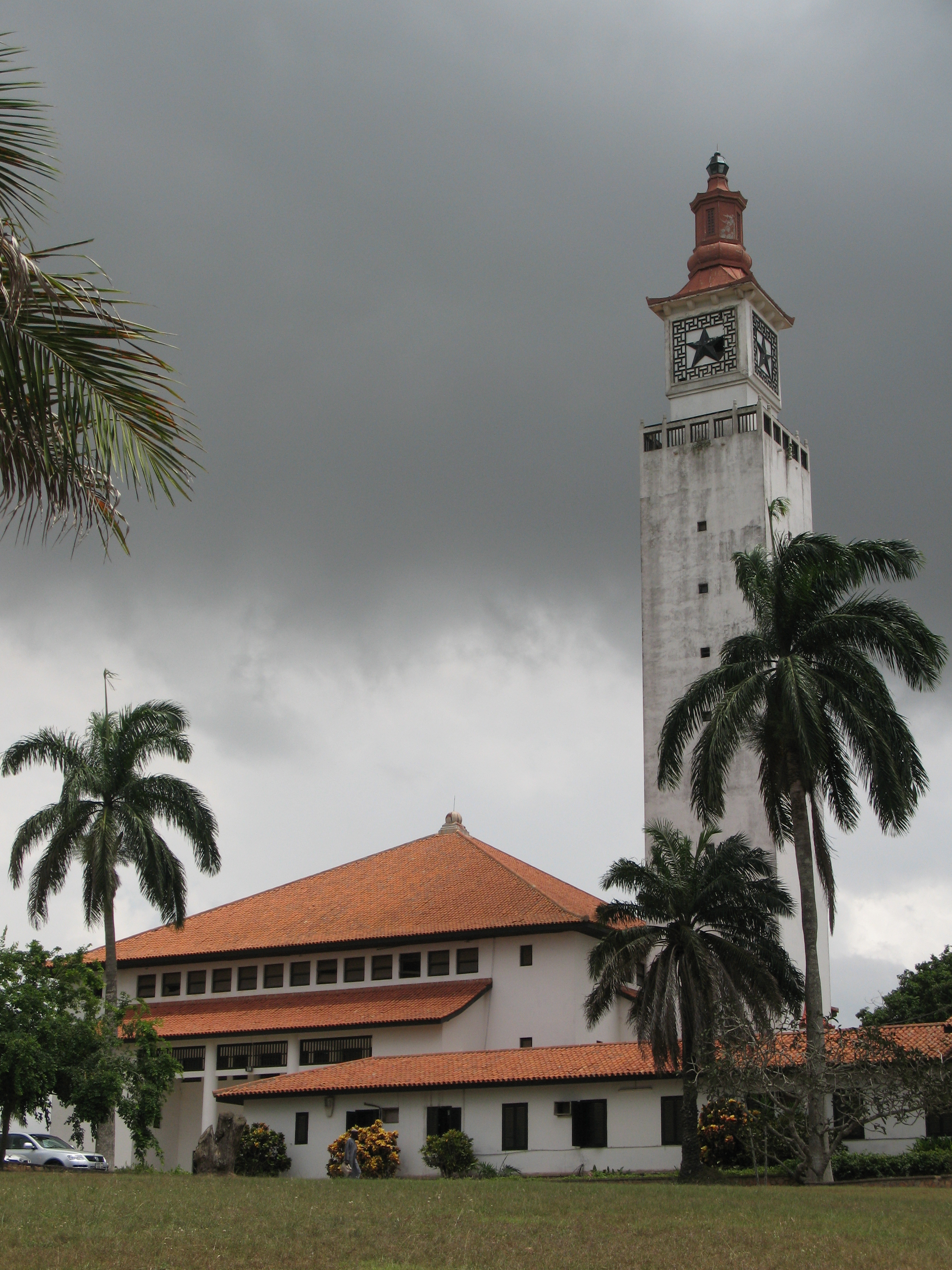
Torre del campus Legon, Universidad de Ghana, Acra, Ghana

Legon es un barrio de la ciudad de Acra a veinte kilómetros del centro urbano. Es conocido por albergar el campus principal de la Universidad de Ghana, la propia palabra siginica "Colina del conocimiento" y así es como conoce la gente local a la universidad. Colinda con el barrio residencial más rico de la ciudad y tiene además otros centros educativos y servicios relacionados con esta actividad por lo que quedaría más justificada su denominación. 

- Datos: Q1667812
- Multimedia: Legon (Ghana) / Q1667812